# Joseph Bessala Awono
Joseph Bessala Awono est un athlète camerounais spécialisé en saut en hauteur. Également pratiquant de sambo, il a remporté une médaille de bronze aux Championnats du monde de sambo de 2024. Il est né le 28 mars 2001.

## Carrière sportive

### Saut en hauteur
Son record personnel est de 2m05. Il a réalisé cette performance le 6 janvier 2024.

### Sambo
Joseph Bessala Awono est spécialisé en sambo de combat dans la catégorie des moins de 79 kg. Lors des Championnats d'Afrique de sambo 2024, il décroche une médaille d'argent en juin au Caire en Égypte. Durant les Championnats du monde de sambo 2024, il défend le drapeau camerounais en remportant une médaille de bronze au Kazakhstan,.
Il est médaillé d'or aux Championnats d'Afrique de sambo 2025 à Conakry.